# Synchilus gisleni
Synchilus gisleni är en skalbaggsart som beskrevs av Britton 1956. Synchilus gisleni ingår i släktet Synchilus och familjen Melolonthidae. Inga underarter finns listade i Catalogue of Life.